# Slavko Dokl
Slavko Dokl, slovenski pisatelj in publicist, * 15. julij 1933, Mesihovina (BiH), † 5. maj 2016, Novo mesto.

## Življenjepis
Slavko Dokl se je rodil 15. julija 1933, v Mesihovini (BiH). Iz rojstnega kraja je z družino prišel v Žužemberk, kjer je obiskoval  osnovno šolo. Leta 1963 je diplomiral na Visoki šoli za politične vede v  Ljubljani. 
Kot predsednik socialistične zveze se je veliko ukvarjal s politiko. Dolga leta je bil novinar Dolenjskega lista, dvajset let tudi dopisnik za časopis Delo. V času svojega novinarskega dela se je Slavko ukvarjal s publicistiko in pisateljevanjem. Že pred časom so izšle njegove publikacije na temo narodno osvobodilne borbe: Zastava nad reko Krko, Suha krajina v ognju, Javorovica tragedija pod Špilerjevo špico ter Zadnji boj Vinka Paderšiča v Beceletovi jami. Dokl je na novomeških osnovnih šolah predaval sociologijo, psihologijo, politično ekonomijo ter ekonomiko. Leta 1992 se je upokojil. Umrl je 5. maja 2016. v Novem mestu.
Dokl je sodeloval na vseh možnih športnih prireditvah, obiskal ni le olimpijskih iger.
Izdal je 33 proznih besedil.

## Delo
Med leposlovnimi deli je Dokl leta 1988 napisal zgodovinski roman Uskoška princesa, ki je mladinsko delo. Leta 2005 je izšel še drugi del tega romana, 2008 pa je izdal še tretji del Uskoške princese.  Vsi deli romana so izmišljene zgodovinske zgodbe 17. stoletja. 
Čevljar je šel v štiro je delo, ki govori o zgodovini novomeške obrti med dvema vojnama. 
Dolenjskim posebnežem je leta 1999 posvetil zbirko njihovih portretov Korl, koliko je ura? V istem letu je izdal še 1.233 starih smešnic, in sicer v knjigi Čemu so se nekoč smejali Dolenjci. Knjiga vsebuje dva dela. Zgodovinski utrip Novomeščanov je zaključil s knjigo Kronika nekega časa, v knjigi je obdelanih petinpetdeset let dolenjske zgodovine. 
Od leta 1995 se pisatelj večinoma ukvarja z zbiranjem kratkih, resničnih, šaljivih zgodbic (anekdot in prigod), ki so jih več kot sto let doživljali Dolenjci in Belokranjci.